# Украинская школа в польской литературе
Украинская школа в польской литературе — термин, употребленный впервые в 1837 году польскими писателем А. Тишинским и распространившийся позднее также в украинском литературоведении для обозначения группы польскоязычных поэтов и писателей эпохи романтизма, которые в своем творчестве обращались к украинской исторической тематике, описанию быта и природы, а также фольклора Украины.
К этой группе относят:
- Фому Падуру, который писал на украинском языке («Ukrainky»);
- А. Мальчевского («Maria»);
- автора поэмы о гайдамацком восстании «Zamek Kaniowski» С. Гощинского, признанного наиболее типичным представителем этой школы;
- Богдана Залесского («Dumka hetmana Kosińskiego», «Dumka Mazepy», сборник стихов «Duch od stepu», «Tarasowa mohyła» и т. п.);
- Ю. Словацкого (который представил романтическую версию юношеских любовных похождений будущего гетмана Украины в поэме «Mazepa», картины украинской природы и быта в поэмах «Beniowski», «Sen srebrny Salomei»);
- В. Поля (географический и этнографический описание украинских земель как части Речи Посполитой в «Pieśń o ziemi naszej»);
- М. Чайковского (повести из украинской жизни: о казаке-прорицателе, который предрекает упадок Польши — «Wernyhora», об И. Выговском — «Hetman Ukrainy»);
- M. Грабовского, приятеля П. Кулиша и сотрудника «Записок о Южной Руси», автора повестей из украинской жизни («Koliszczyzna и stepy», «Stanica hulajpolska», «Zamieć w stepach»);
- Ю. Коженёвского (драма «Karpaccy górale»);
- Ю. И. Крашевского (украинские мотивы в повестях «Chata za wsią», «Ostap Bodnarczuk», «Ulana», «Jaryna»);
- Ц. Неймана.

Традиции украинской школы продолжались и дальше в творчестве многих польскоязычных писателей (С. Винценц, Е. Енджеевич, Ю. Лободовский т.д.).